# Ла-Вельєс
Ла-Вельєс (ісп. La Vellés) — муніципалітет в Іспанії, у складі автономної спільноти Кастилія-і-Леон, у провінції Саламанка. Населення — 576 осіб (2010).
Муніципалітет розташований на відстані близько 250 км на захід від Мадрида, 75 км на захід від Саламанки.
На території муніципалітету розташовані такі населені пункти: (дані про населення за 2010 рік)
- Ла-Вельєс: 481 особа
- Урбанісасьйон-Фуенте-В'єха: 95 осіб

## Демографія
Динаміка населення (INE ):

## Зовнішні посилання
- Провінційна рада Саламанки: індекс муніципалітетів [Архівовано 23 квітня 2009 у Wayback Machine.]
- Посилання на Google Maps
- Ла-Вельєс, офіційна вебсторінка [Архівовано 2 лютого 2011 у Wayback Machine.]